# Sharon Buchanan
Sharon Lee Buchanan-Patmore (12 maart 1963) is een Australisch hockeyster. 
In totaal nam Buchanan driemaal Olympische Zomerspelen en werd in 1988 olympisch kampioen.

## Erelijst
- 1983 -   Wereldkampioenschap hockey [1]
- 1984 – 4e Olympische Spelen in Los Angeles
- 1986 - 6e Wereldkampioenschap hockey [2] in Amstelveen
- 1987 -  Champions Trophy Amstelveen
- 1988 –  Olympische Spelen in Seoel
- 1990 –  Wereldkampioenschap in Sydney
- 1991 -  Champions Trophy Berlijn
- 1992 – 5e Olympische Spelen in Barcelona